# Vasile Ursu Nicola
Vasile Ursu Nicola, ismertebb nevén Horea (Arada, 1731. – Gyulafehérvár, 1785. február 28.) az 1784-es erdélyi parasztfelkelés egyik neves alakja, aki a román jobbágyok seregének élére állt Cloșcával és Crișannal együtt.

## Élete
Constantin C. Giurescu az Istoria românilor könyvében Horeat okos és furfangos embernek írja le, akinek hadviselési tapasztalatai is voltak, mivel katonai szolgálatát Ausztriában végezete. 1784-ben II. József császár elrendelte a határőrök számának növelését. Mivel az akkori román jobbágyság számára a katonaélet jelentette az egyetlen lehetőséget a nyomorból való kitörésre, ezért az új határőrök java része az erdélyi román jobbágyokból tevődött össze. A magyar nemesség ellenben úgy érezte, hogy a vezetés ezen rendelete megkerülte őket, és nem vette figyelembe az ők véleményüket is, ezért megpróbálták minden alkalommal akadályozni ezt a folyamatot. Ellenben a románok a nemesek ezen megnyilvánulását egy próbálkozásnak vélték, amely meg akarja akadályozni őket abban, hogy elérhessék az óhajtott jobb életet.  Ebben a román pópáknak is szerepük volt, akik erőteljes gyűlöletet éreztek a magyar nemesség iránt, ezért a népet arra buzdították, váljanak minél többen katonákká. Ennek következtében hatalmas néptömeg, egész falvak lakossága indult el feliratkozni határőrnek. A magyar nemesség kétségbeesetten próbált megoldást találni a fennálló problémára, azonban sikertelenül.
1784. őszén Kuretyen és Mesztákonon fellázadnak a mócok a magyar nemesség ellen. A lázadók, a román történelmi források szerint, a jobbágyság és nemesség eltörlését, valamint közteherviselést kértek. A forrongások hamar elterjedtek Erdély-szerte, a nép élére pedig Horea, Cloșca és Crișan (magyarosabban Hóra, Kloska és Krisán) állt. A gyulafehérvári elégedetlenkedők előtt Horea magát a császár kinevezettjeként mutatta be, akit a román elégedetlenkedők vezetésére küldtek. Miután a nép élén már vezető is volt, bátran társultak a felkelőkhöz Erdély több másik részéről is a román jobbágyok, főleg azért is, mert a pópák folyamatosan a dákoromán eredetet hangsúlyozták és a népet a küzdésre biztatták.
1784. december 14-én Horea úgy döntött, hogy a harcokat ideiglenesen felfüggesztik a következő év tavaszáig, amikor azonban tovább akarták folytatni a harcokat. Ő Cloșcával együtt a Fehérvölgy környékén levő erdőkben bújt meg, azonban a császári seregek december 27-én elfogták őket. A lázadás másik vezetőjét, Crișant, egy hónappal később fogták el.

## Halála
A három vezetőt Gyulafehérváron tartották fogva és megpróbálták kikérdezni őket, hogyan sikerült elérniük azt, hogy olyan rövid idő alatt Erdély-szerte elterjedjen a lázadás. Azonban az elfogottak nem vallottak be semmit, sőt, tagadták is azt, hogy közük lett volna a lázadáshoz.
Mivel azonban a hatóságok biztosak voltak abban, hogy ők a lázongás vezetői, úgy döntöttek, hogy az elsőként elfogott két vezért, Horeát és Cloșcát a fellázadó román falvakba is elviszik, ezzel elrettentő példát nyújtva a lázadó jobbágyságnak. A menet Gyulafehérvártól Déváig haladt, majd visszafelé más útvonalon jöttek, hogy minél többen láthassák a vezetők sorsát.
A kivégzésük február 28-án történt meg, azonban csak Horeát és Cloșcát végezték ki, mivel Crișan öngyilkos lett. A kivégzési módnak a kerékbetörést nevezték meg, bár a lázadás megtorlására az osztrák törvények nem ezt a durva eljárást határozták meg, azonban a nemesség ezzel is hatni akart a lázadókra, megmutatva nekik azt, hogy hasonló megtorlásra számíthat bárki, aki ellenszegül és fellázad.

## Fordítás
- Ez a szócikk részben vagy egészben  a   Vasile Ursu Nicola című román Wikipédia-szócikk ezen változatának fordításán alapul.  Az eredeti cikk szerkesztőit annak laptörténete sorolja fel. Ez a jelzés csupán a megfogalmazás eredetét és a szerzői jogokat jelzi, nem szolgál a cikkben szereplő információk forrásmegjelöléseként.